# Imouto

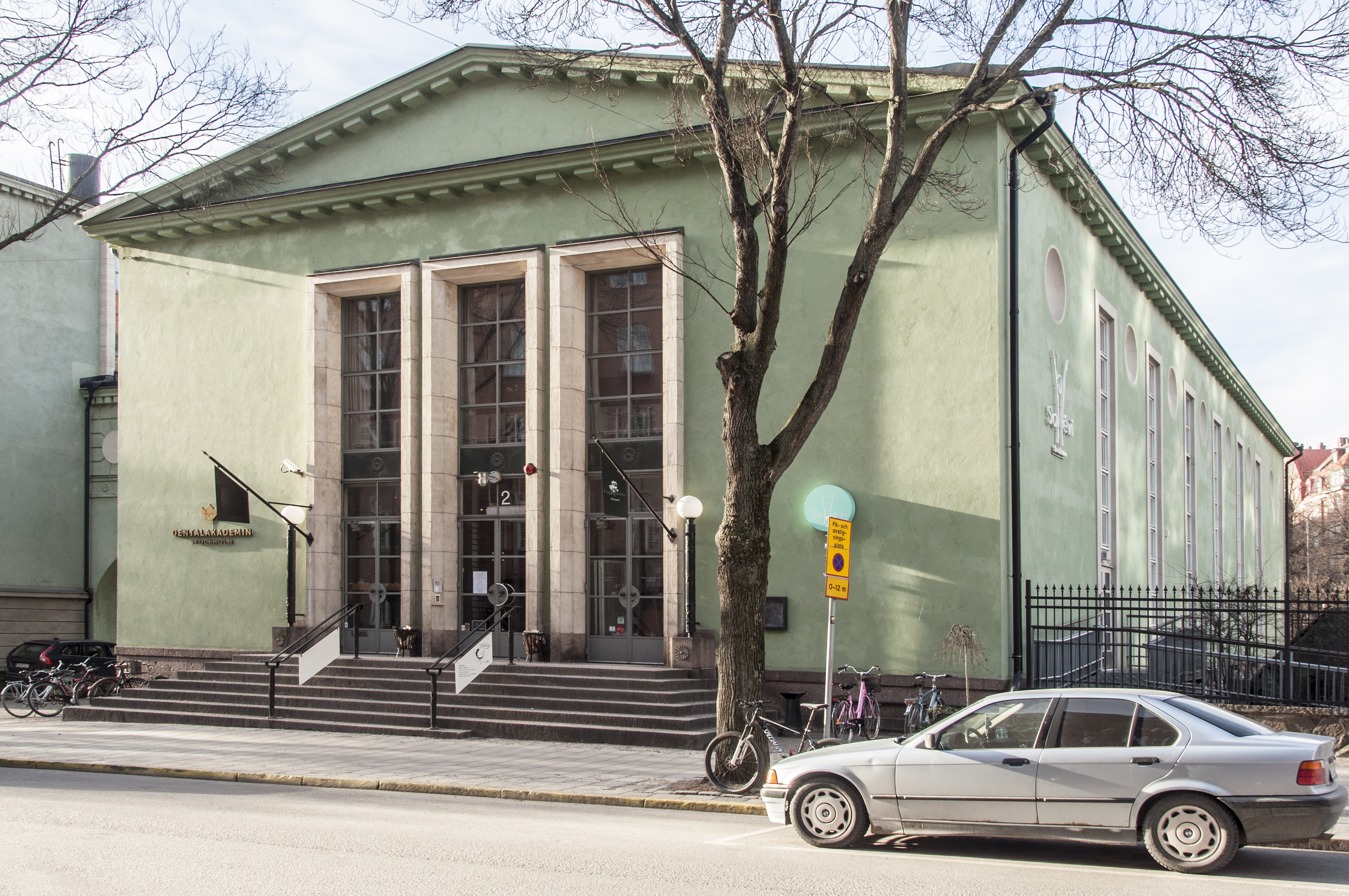
Imouto i Sollévi-huset, inrymd i tidigare Stockholms Borgarskolas balkongfoajé.

Imouto var en sushirestaurang på Kungstensgatan 2 på Östermalm i Stockholm. 
Den var inrymd som en sushibar med plats för nio sittande inuti systerrestaurangen Esperanto. Namnet är japanska för lillasyster. Den öppnades 2015 och drevs av Sayan Isaksson. Gästerna serverades avsmakningsmenyer i 20-talet serveringar, med en tonvikt på svenska och nordiska fiskar. 2017 tilldelades den en stjärna i Guide Michelin. När Esperantogruppen 2018 försattes i konkurs stängde restaurangen.